# Grottes de Hotton
Les grottes de Hotton, appelées aussi grottes des 1001 Nuits, se situent dans la commune belge de Hotton en province de Luxembourg, en bordure sud de la région géologique de la Famenne le long de la bande appelée Calestienne.

## Historique
Découvertes seulement en 1958 dans un front de taille de la carrière de Hotton, les grottes sont rendues inaccessibles par le propriétaire de la carrière dès 1959. Après plusieurs épisodes, la société « Grottes des 1001 Nuits » devient locataire et exploitante des grottes en 1964 et ensuite unique propriétaire en 1994.

## Formation
Les grottes  de Hotton ont été creusées par une rivière souterraine qui apparait en surface dans l'Ourthe. Les eaux de cette rivière souterraine chargées de sable au grain plus dur que la roche calcaire ont creusé des kilomètres de galeries par application des phénomènes d'érosion et de corrosion. Les galeries inférieures se trouvent à une profondeur de 65 mètres.

## Tourisme

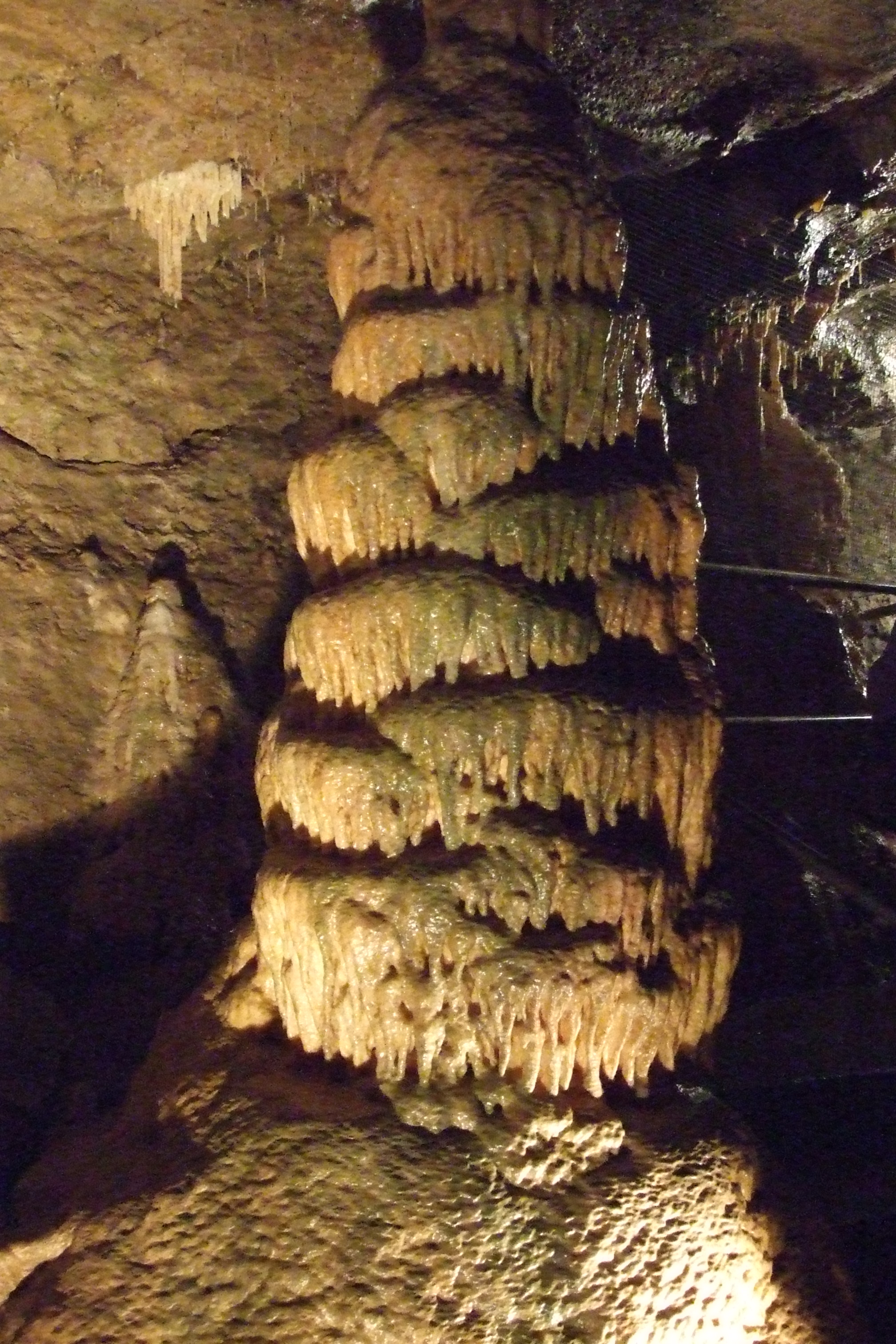
Draperie.

La visite guidée dure environ une heure. Le visiteur va descendre 65 m. sous terre et en remonter 30 à pied et 35 en ascenseur. 580 marches jalonnent le parcours de visite. La température moyenne des grottes des 1001 Nuits est de 12 degrés. 
Commençant le parcours par la salle Persévérance, la salle Rouget et la salle de Minuit, le visiteur rencontre des stalactites et des stalagmites de couleurs variées puis pénètre dans la galerie de l'Amitié et les Grands Gours pour accéder au Balcon qui domine l'immense galerie du Spéléo Club de Belgique aux dimensions exceptionnelles de 200 m × 35 m × 10 m. C'est la plus grande galerie de Belgique. 
Plusieurs volées de marches amènent le visiteur au fond de cette galerie. Après, par la galerie de l'Excentrique, la balade souterraine gravit des escaliers pour accéder au Puits  et ensuite à l'ascenseur qui ramène le visiteur à la surface.
Les grottes sont ouvertes au public tous les jours de Pâques à la Toussaint, pendant les vacances de Noël et de Carnaval ainsi que tous les week-ends de l'année. Elles se trouvent à Hotton, chemin du Spéléo Club au no 1.